# 圣多美角
圣多美角（葡萄牙語：Cabo de São Tomé），巴西大西洋沿岸的岬角，位於巴西东部里约热内卢州，在坎普斯东南40千米处。歐洲人最早是在1501年發現該地。